# Irina Bogatcheva
Irina Petrovna Bogatcheva (Богачёва, Ирина Петровна), née le 2 mars 1939 à Léningrad (URSS) et morte le 19 septembre 2019 à Saint-Pétersbourg (Russie), est une cantatrice soviétique puis russe et une professeure de chant au Conservatoire Rimski-Korsakov de Saint-Pétersbourg,. 
Elle est une source d'inspiration pour Dmitri Chostakovitch.

## Biographie
Irina Bogatcheva s'est notamment produite au théâtre Mariinsky et ailleurs en Union soviétique. Elle a chanté dans des œuvres telles La Dame de pique, Marfa dans La Khovanchtchina, Lyubasha dans La Fiancée du tsar et le rôle principal dans plusieurs pièces dont Carmen. Elle a également chanté à l'Opéra Bastille, au Royal Opera House (Covent Garden), à la Scala de Milan et au Metropolitan Opera de New York.
Elle a remporté différents prix dont le prix d'État de l'URSS et le prix Mikhaïl Glinka (1973).

## Distinctions
- Artiste du peuple de l'URSS (1976)
- Ordre de l'Amitié des peuples (1981)
- Prix d'État de l'URSS (1984), pour la série de concerts de 1981-1983
- Ordre du Mérite pour la Patrie de 3e classe (2000)
- Ordre du Mérite pour la Patrie de 4e classe (2009)
- Ordre de l'Honneur (2015)
- Masque d'or (2017)